# Ајрон Мен
Ајрон Мен (енгл.  — „Гвоздени човек”) је измишљени лик, суперхерој из стрипова издавачке куће Марвел комикс. Креатор лика је био писац и издавач Стен Ли, сценариста стрипа је Лари Либер (енгл. Larry Lieber), а цртачи Џек Кирби (енгл. Jack Kirby) и Дон Хек (енгл. Don Heck). Први пут се појавио у марту 1963. године у 39. броју стрипа Неизвесне приче (енгл. Tales of Suspense #39).
Богати амерички бизнисмен, плејбој и генијални научник Ентони Едвард „Тони” Старк (енгл. Anthony Edward "Tony" Stark) задобија од неколико повреда у грудима након отмице. Људи који су га заробили покушали су га присилити да направи оружје за масовно уништење, али он уместо тога ствара моторни оклоп како би спасао себи живот и побегао из заробљеништва. Касније, Старк развија своје одело додајући оружје и друге технолошке уређаје које је дизајнирао кроз своју фирму Stark Industries. Користи своје одело како би спасао свет као Ајрон Мен. Иако је у почетку скривао свој прави идентитет, Старк је на крају у јавном саопштењу изјавио да је он, заправо, Ајрон Мен.
Првобитна намера Стена Лија је била да Ајрон Мен буде борац против комунизма, јунак капиталистичког система који покушава да разреши зла других система, па су тако његови првобитни негативци, углавном, били разни диктатори из Кине, Вијетнама, Русије итд. Ајрон Мен се удружио с другим суперјунацима у стрипу Осветници. Иако нису имали сталну поставку јунака, слоган под којим се боре увек је исти: „Нема тог зликовца којег Осветници заједно не могу да победе”.
Ајрон Мен се касније појављивао у бројним цртаним телевизијским серијама. У Марвеловом филмском универзуму, Ајрон Мен се први пут појавио у истоименом филму 2008. године. Улогу Ајрон Мена добио је Роберт Дауни Јуниор, а филм је доживео велики успех. Сарајевски цртач Ади Гранов радио је дизајн одела и оклопа за тај филм. Ајрон Мен је наставио да се појављује на филмском платну, и то у филмовима Невероватни Халк (2008), наставцима Ајрон Мен 2 (2010) и Ајрон Мен 3 (2013), затим у филмовима Осветници (2012), Осветници: Ера Алтрона (2015), Капетан Америка: Грађански рат (2016), Спајдермен: Повратак кући (2017), Осветници: Рат бескраја (2018) и Осветници: Крај игре (2019).
Стен Ли је осмислио лик Тонија Старка по узору на милијардера Хауарда Хјуза.

## Младост
Тони Старк, измишљени лик, је син Марије Колинс Карбонел (енгл. Maria Collins Carbonell) и Хауарда Ентонија Старка (енгл. Howard Anthony), власника моћне компаније „Старк индустрије“. Још као дечак је био заинтересован прављењем и управљањем машинама, па је већ до своје 19. године завршио престижни МИТ институт са два мастер звања, из електроинжењерства и физике. По завршетку студија, иако је био укључен у породични посао, радије се одао гламурозном животу плејбоја, уместо да развија своје вештине и таленте. У 21. години остао је без оба родитеља, који су настрадали у саобраћајној несрећи, коју је, како се касније сазнало, организовала конкурентска компанија. Неспреман и незаинтересован за административно вођење компаније, Тони је поставио своју секретарицу Вирџинију Потс (енгл. Virginia „Pepper“ Potts) за извршног директора. Он сам наставио је да се ексцентрично експонира у јавности, уживајући у екстравагантним наступима и парадирању на граници кича, или да се повлачи у осаму сопствене радионице, где би уживао у конструисању и развијању опреме којом би могао да управља. Свакако и под утиском смрти родитеља, одао је се изливима хедонизма или раскалашног пијанчења, али је исто тако испољавао тврдоглавост, цинизам и повремено аутистично повлачење у самог себе.

## Изум оклопа
Тони Старк, трговац оружјем, присуствовао је у Вијетнаму демонстрацијама напредне војне опреме коју је његова компанија производила. Том приликом напала га је банда терориста коју је предводио Син Конг револуционар Вонг Чуа (енгл. Wong Chu). Током борбе мина је експлодирала а шрапнел је погодио Тонија и застао близу његовог срца. Терористи су га потом однели до Вонг Чуовог логора и стрпали у ћелију са професором Хо Јинсеном (енгл. Ho Yinsen), чувеним физичарем. Вонг Чу је захтевао да Старк и Јинсен развију нова, напредна оружја за његову терористичку групу, што је била прилика коју су ова двојица искористила да усаврше Тонијеву идеју о борбеном оклопу. Они су у логору успели да изуму оклоп који је отпоран на метке. У намери да искористе опрему за своје бекство, дошло је до сукоба са Ванг Чуовим људима, у којем је физичар Јинсен страдао. Разјарен смрћу колеге научника, Старк је потом користећи оклоп, уништио цео Ванг Чуов логор. Успео је да се врати до Сједињених Држава, уз помоћ америчког маринца Џејмса Роудија Роудса (енгл. James „Rhodey“ Rhodes).
Писци су мењали причу о ратном месту где је Старк повређен. У оригиналној причи из 1963. године, то је био рат у Вијетнаму. Године 1990. она је промењена да буде Заливски рат, а касније је промењена да буде рат у Авганистану.